# Brigida Maria Postorino
Suor Brigida Maria Postorino (Catona, 19 novembre 1865 – Frascati, 30 marzo 1960) è stata una religiosa italiana, fondatrice dell'istituto religioso delle Figlie di Maria Immacolata. È considerata venerabile dalla Chiesa cattolica.
Le Figlie di Maria Immacolata sono un istituto di diritto pontificio e congregazione religiosa femminile che opera nel campo dell'educazione del giovani e dell'assistenza agli indigenti.
L'Istituto ha sedi in tutta Italia, in Argentina, "Case" negli Stati Uniti e diverse missioni in Africa.
Durante il Capitolo generale del 1977 nacque l'associazione Amici di Maria Immacolata (A.M.I.), che collabora alle attività di animazione e di servizio del progetto educativo, condividendone i valori.

## Biografia
Brigida Maria Postorino nacque a Catona il 19 novembre 1865 da Giuseppe Postorino e Francesca Marra. Fu introdotta sin da piccola a un'educazione religiosa.
Sin dalla giovinezza contribuì molto alla Pia Unione delle Figlie di Maria, di cui fu anche presidentessa, insieme ad alcune sue coetanee e sotto la guida del canonico Domenico Scopelliti, che sarebbe diventato poi vescovo della diocesi di Oppido Mamertina-Palmi.

### Fondazione dell'Istituto
(Brigida Maria Postorino, Costituzioni dell'Istituto)
La chiamata alla consacrazione a Dio si presentò "come un sussurro" nella notte di Natale del 1897 (all'età di 33 anni) durante la processione di Gesù bambino. Non parlando con nessuno dei suoi sentimenti, la notte stessa ebbe una visione di Maria Immacolata che le confermò quanto nel suo animo aveva già sentito e lo fece con le parole "Se tu non verrai, altre non verranno". Raccontato l'accaduto al suo confessore mons. Domenico Scopelliti, questi le consigliò umiltà e preghiera per capire davvero cosa il Signore le chiedesse; un mese dopo l'arcivescovo di Reggio Calabria, cardinale Gennaro Portanova, la mandò a chiamare e le confermò le richieste della Madonna.
Così la cosa venne approfondita e infine, il 6 novembre 1898, lei e otto sue compagne che volevano consacrarsi a Dio lasciarono le loro case e, con il permesso dell'autorità ecclesiastica, si unirono in una "famiglia religiosa", l'Istituto delle Figlie di Maria Immacolata; il 6 gennaio 1989 suor Brigida Postorino pronunciò i suoi primi voti e le altre sorelle presero l'abito religioso come novizie. Si dovette eleggere una superiora e la scelta cadde, naturalmente, su suor Brigida.

### Il terremoto del 1908
La storia dell'Istituto, e quindi quella di suor Brigida, venne sconvolta dal terremoto di Reggio Calabria e Messina il 28 dicembre 1908. Oltre a distruggere le dieci case presenti, il terremoto stroncò la vita di 24 tra suore e novizie e della madre della fondatrice. Nello stesso anno erano già morti il padre della fondatrice e il cardinal Gennaro Portanova, protettore e sostenitore della congregazione.
Papa Pio X il 27 gennaio 1909 ricevette in udienza suor Brigida e le offrì il suo aiuto, promettendole che l'Istituto sarebbe stato riconosciuto. Promessa che avrebbe mantenuto il suo successore, papa Benedetto XV, che suor Brigida incontrò nel 1913 e che nel 1921 avrebbe dato all'Istituto il riconoscimento pontificio.
Le case, dopo tanti stenti, furono ricostruite ed anzi crebbero più numerose; anche a Roma un Istituto vide la luce nel 1925, in occasione dell'Anno Santo indetto da Pio XI (che incontrò nel 1923), per accogliere i pellegrini venuti per il giubileo. In questi anni suor Brigida incontrò anche un'altra Serva di Dio, suor Maria Francesca Giannetto, che nel 1925 arrivò a Roma proprio per dare aiuto nella casa aperta ai pellegrini.
Suor Brigida, oramai diventata per tutti madre Brigida, dovette anche dare forma a una serie di norme che regolassero l'Istituto e quindi, insieme alla sua collaboratrice, diede forma alla prima Regola, le Costituzioni dell'Istituto che furono poi approvate dall'arcivescovo di Reggio Calabria e che sarebbero poi state confermate da papa Pio XII nel 1957. Come risalta dalle Costituzioni, ma anche dai diari e da chi l'ha conosciuta, tutto il carisma dell'Istituto, che è quello di madre Brigida, verte sul "Tutto in Dio", che era il programma di vita che aveva scelto da sempre per sé.

### La morte
La salute di Brigida non fu sempre delle migliori. Dovette subire anche un intervento chirurgico nel 1934 che, per sua volontà, affrontò senza anestesia, come disse lei stessa, "per provare un po' i dolori di Gesù". L'intervento ebbe buon esito. Ma le forze non erano più quelle di una volta e nel 1936 cedette il governo dell'Istituto. Anche papa Pio XI, con un suo scritto, cercò di convincerla a rimanere Madre Generale. Fu eletta un'altra superiora generale, ma in quel momento l'Istituto andò in crisi e nel capitolo del 1942 madre Brigida Postorino fu rieletta. L'anno dopo però lasciò l'incarico definitivamente e si ritirò nella casa di Frascati, dove continuò però a vivere le vicende del suo Istituto, tra gioie e dolori, come le missioni che nacquero in quegli anni in Africa, Brasile e Argentina.
Morì il 30 marzo 1960 nella casa di Frascati.

## Il processo di canonizzazione
Nel 25º anniversario della sua morte, avvenuta in concetto di santità, il 30 marzo 1985 fu avviato il processo di canonizzazione, la cui prima fase sarebbe terminata due anni dopo, il 30 marzo 1987, e la religiosa diventò Serva di Dio.
È stata dichiarata venerabile da papa Francesco il 5 maggio 2015.